# Герценберг
Герценберґ (крим. Ğertsenberg, з 1948 по 2023 рік — Піоне́рське) — село в Україні, у складі Феодосійської міської ради Автономної Республіки Крим.
Село було внесено до переліку населених пунктів, які потрібно перейменувати відповідно до вимог закону «Про засудження комуністичного та націонал-соціалістичного (нацистського) тоталітарних режимів в Україні та заборону пропаганди їхньої символіки».
12 травня 2016 року постановою Верховної Ради України № 4087 (від 17.02.2016) Піонерське було перейменовано на Герценберг, тобто йому повернуто попередню назву. Проте, українська транскрипція зміненої назви є дещо хибною, бо якщо " г " транслітеруємо у " h ", то " g " — у " ґ "; тому українською має бути «Герценберґ». Постанова набрала чинности у 2023 році.